# يوربان بومان
يوربان بومان (بالإنجليزية: Urban Bowman)‏ هو لاعب كرة قدم أمريكية أمريكي، ولد في 16 نوفمبر 1937 في وستمنستر في الولايات المتحدة، وتوفي في 25 فبراير 2018 في وينيبيغ في كندا.